# Меррилл, Барзилл Уинфред
Барзилл Уинфред Меррилл (англ. Barzille Winfred Merrill; 20 мая 1864, Элджин, штат Иллинойс — 17 октября 1954, Блумингтон, штат Индиана) — американский музыкальный педагог. Отец Уинифред Меррилл.
Изучал скрипку и композицию в Чикаго. Преподавал музыку в школу в Ороре, организовав и возглавив там в 1880 году школьный оркестр — по некоторым сведениям, первый школьный оркестр в США. Затем в 1888—1893 годах возглавлял музыкальную академию в Такоме, в 1897—1900 годах руководил собственной музыкальной школой в Атланте. В 1900—1903 годах учился как скрипач в Берлине у Йозефа Иоахима и Андреаса Мозера, изучал также теорию под руководством Бернхарда Цина. Вернувшись в США, в 1903—1921 годах работал в Учительском колледже штата Айова (ныне Университет Северной Айовы), заведуя отделением оркестровой музыки (с 1919 года — отделение музыки).
Основная часть педагогической карьеры Меррилла связана с Индианским университетом в Блумингтоне, где он стал фактическим основателем престижной Школы музыки. В 1919 году он был приглашён возглавить отделение музыки и сочинить музыку к столетнему юбилею университета в 1920 году. Успешная работа Меррилла на протяжении двух лет привела к тому, что в 1921 году была учреждена Школа музыки, во главе которой Меррилл стоял до выхода на пенсию в 1938 году. Он возглавлял университетский оркестр и преподавал различные дисциплины, опубликовал учебник «Практическое введение в оркестровку и инструментовку» (англ. Practical Introduction to Orchestration and Instrumentation; 1937). По приглашению Меррилла в университете выступали выдающиеся исполнители: Игнац Падеревский, Фриц Крейслер, Сергей Рахманинов. Построенное при участии Меррилла здание школы музыки носит теперь его имя.
Меррилл также был старейшиной местной пресвитерианской церкви, двое его внуков стали священниками.